# Grand Prix automobile de Bahreïn 2025
GP précédent GP suivant
Le Grand Prix automobile de Bahreïn 2025 (Formula 1 Gulf Air Bahrain Grand Prix 2025), disputé le 13 avril 2024 sur le circuit international de Sakhir, est la 1129e épreuve du championnat du monde de Formule 1 courue depuis 1950. Il s'agit de la vingt-deuxième édition du Grand Prix de Bahreïn comptant pour le championnat du monde et de la quatrième manche du championnat 2025. Pour la première fois depuis 2021, l'épreuve ne constitue pas la manche d'ouverture de la saison.
Oscar Piastri, au volant de sa McLaren MCL39, obtient sa deuxième pole position de la saison sans avoir à rivaliser avec son coéquipier Lando Norris qui rate sa Q3 et se retrouve sixième. George Russell, à 168 millièmes de seconde de l'Australien, réalise le deuxième temps devant Charles Leclerc, Andrea Kimi Antonelli et un étonnant Pierre Gasly. Mais les premières positions sur la grille sont chamboulées à la suite du recul d'une place des Mercedes qui sanctionnent leur sortie anticipée du stand sous le régime du drapeau rouge à la suite du violent crash d'Esteban Ocon en Q2. En conséquence, Leclerc rejoint Piastri en première ligne, Russell part devant Gasly en deuxième ligne et Antonelli accède à la troisième ligne, devant Norris. En délicatesse avec sa RB21, Max Verstappen n'obtient que le septième temps, suivi de Carlos Sainz ; Lewis Hamilton et Yuki Tsunoda occupent la cinquième ligne.
Oscar Piastri s'adjuge son premier hat trick sans jamais être inquiété durant toute la course. Il remporte sa deuxième victoire de la saison, la quatrième de sa carrière, pour son cinquantième Grand Prix. Même la relance du trente-cinquième tour, après que la voiture de sécurité a été envoyée en piste pour permettre le nettoyage les débris éparpillés après un accrochage entre Sainz et Tsunoda, ne pose aucun problème à l'Australien dominateur, qui réalise le meilleur tour en course dans la foulée. Il s'impose avec plus de quinze secondes sur George Russell, victime de problèmes électroniques, qui résiste au retour de Lando Norris.
À l'extinction des feux, Piastri exploite sa position et prend les devants alors que Leclerc qui, comme son coéquipier Hamilton, s'élance en pneus medium quand le reste du plateau est en pneus tendres, est dépassé par Russell et Norris et se retrouve quatrième. Dès le dixième tour, Leclerc reprend la troisième place à Norris qui ne se sent « pas à l'aise » avec sa monoplace sur ce tracé et qui devra patienter cinq secondes devant son stand à son premier arrêt, pour s'être mal positionné sur la grille de départ. Dans cette course à deux arrêts au stand, les Ferrari, dont les pneumatiques leur permettent de prolonger leur premier relais, se retrouvent brièvement aux commandes à partir du quinzième tour quand les leaders s'arrêtent. Rien ne va pour Max Verstappen qui ne trouve pas d'adhérence avec sa RB21 et dont les arrêts au stand sont brouillons : il pointe à la dernière place après vingt-six tours avant d'entamer une remontée jusqu'aux points. Hamilton se bagarre au milieu du peloton contre Antonelli, Ocon, Gasly, Tsunoda, Sainz et effectue plusieurs dépassements pour finir cinquième et être élu « pilote du jour ». Norris double Leclerc à cinq tours de l'arrivée, termine sur le podium et sauve sa place de leader du championnat.
Russell tient tout du long sa deuxième place malgré de gros problèmes électroniques comme le déclenchement intempestif de son aileron arrière mobile, un système de freinage fly-by-wire qui devient erratique, le volant qui fait des siennes, et même les capteurs qui le voient dégringoler au classement sur les écrans de contrôle. De plus, il doit effectuer les vingt derniers tours en pneus tendres en contenant Norris jusqu'au drapeau à damier. La remontée de Verstappen s'achève au sixième rang, après qu'il a dépassé Gasly dans le dernier tour. Le Français, septième, inscrit les premiers points de la saison d'Alpine. Il devance son compatriote Ocon, auteur d'une course solide après son accident en qualifications. Tsunoda, neuvième, marque ses premiers points avec Red Bull et Oliver Bearman amène la deuxième Haas dans les points en résistant sur la fin à Antonelli qui termine onzième.
Si Lando Norris (77 points) reste en tête du championnat, Oscar Piastri (74 points) se rapproche et dépasse Max Verstappen (69 points). Avec trois podiums en quatre courses, George Russell (63 points) les suit de près alors que Leclerc grimpe au cinquième rang (32 points) devant Antonelli (30 points). Suivent Lewis Hamilton (25 points), Alexander Albon (18 points), Esteban Ocon (14 points) et Lance Stroll, dixième avec 10 points. Au championnat des constructeurs, McLaren (151 points) prend le large devant Mercedes (93 points) et Red Bull (71 points) ; suit Ferrari qui ne compte toujours pas de podium (57 points). Au cinquième rang, Haas (20 points) précède Williams (19 points), Aston Martin (10 points), Racing Bulls (7 points), Kick Sauber et Alpine (6 points chacune). Toutes les écuries ont désormais marqué.

## Pneus disponibles
| Pneus pour piste sèche | Pneus pour piste sèche | Pneus pour piste sèche | Pneus pluie    | Pneus pluie |
| ---------------------- | ---------------------- | ---------------------- | -------------- | ----------- |
| Durs (Type C1)         | Medium (Type C2)       | Tendres (Type C3)      | Intermédiaires | Pluie       |

## Essais libres

### Première séance, le vendredi de 14 h 30 à 15 h 30
| Pos. | Pilote          | Voiture             | Chrono         | Écart     |
| ---- | --------------- | ------------------- | -------------- | --------- |
| 1    | Lando Norris    | McLaren-Mercedes    | 1 min 33 s 204 |           |
| 2    | Pierre Gasly    | Alpine-Renault      | 1 min 33 s 442 | + 0 s 238 |
| 3    | Lewis Hamilton  | Ferrari             | 1 min 33 s 800 | + 0 s 596 |
| 4    | Alexander Albon | Williams-Mercedes   | 1 min 33 s 928 | + 0 s 724 |
| 5    | Esteban Ocon    | Haas-Ferrari        | 1 min 34 s 184 | + 0 s 980 |
| 6    | Nico Hülkenberg | Kick Sauber-Ferrari | 1 min 34 s 262 | + 1 s 058 |

- Luke Browning, pilote novice, prend le volant de la Williams FW47 de Carlos Sainz lors de cette séance ; il obtient le treizième temps en 1 min 34 s 885[3].
- Dino Beganovic, membre de la Ferrari Driver Academy, engagé en Formule 2 au sein de Hitech Pulse-Eight et pilote d'essai pour Ferrari, remplace Charles Leclerc lors de cette séance ; il réalise le quatorzième temps en 1 min 35 s 055[4] ;
- Felipe Drugovich, à bord de l'Aston Martin AMR25 de Fernando Alonso, réalise le seizième temps en 1 min 35 s 198[5] ;
- Ryō Hirakawa, dans la Haas VF-25 d'Oliver Bearman, se classe dix-septième en 1 min 35 s 261[6] ;
- Frederik Vesti prend le volant de la Mercedes W16 de George Russell ; son meilleur tour, en 1 min 35 s 325, lui vaut le dix-huitième rang[7] ;
- Ayumu Iwasa dispute cette séance à bord de la Red Bull RB21 de Max Verstappen avec, à la clé, le dix-neuvième temps, en 1 min 35 s 475[8].

### Deuxième séance, le vendredi de 18 h à 19 h
| Pos. | Pilote                | Voiture                 | Chrono         | Écart     |
| ---- | --------------------- | ----------------------- | -------------- | --------- |
| 1    | Oscar Piastri         | McLaren-Mercedes        | 1 min 30 s 505 |           |
| 2    | Lando Norris          | McLaren-Mercedes        | 1 min 30 s 659 | + 0 s 154 |
| 3    | George Russell        | Mercedes                | 1 min 31 s 032 | + 0 s 527 |
| 4    | Charles Leclerc       | Ferrari                 | 1 min 31 s 045 | + 0 s 540 |
| 5    | Andrea Kimi Antonelli | Mercedes                | 1 min 31 s 227 | + 0 s 722 |
| 6    | Isack Hadjar          | Racing Bulls-Honda RBPT | 1 min 31 s 238 | + 0 s 733 |

### Troisième séance, le samedi de 15 h 30 à 16 h 30
| Pos. | Pilote                | Voiture          | Chrono         | Écart     |
| ---- | --------------------- | ---------------- | -------------- | --------- |
| 1    | Oscar Piastri         | McLaren-Mercedes | 1 min 31 s 646 |           |
| 2    | Lando Norris          | McLaren-Mercedes | 1 min 32 s 314 | + 0 s 668 |
| 3    | Charles Leclerc       | Ferrari          | 1 min 33 s 480 | + 0 s 834 |
| 4    | George Russell        | Mercedes         | 1 min 32 s 827 | + 1 s 181 |
| 5    | Andrea Kimi Antonelli | Mercedes         | 1 min 32 s 916 | + 1 s 270 |
| 6    | Pierre Gasly          | Alpine-Renault   | 1 min 34 s 974 | + 1 s 328 |

## Séance de qualifications

### Résultats des qualifications
| Pos. | Pilote                | Écurie                  | Qualifications 1 | Qualifications 2 | Qualifications 3 |
| --- | --------------------- | ----------------------- | ---------------- | ---------------- | ---------------- |
| 1 | Oscar Piastri         | McLaren-Mercedes        | 1 min 31 s 392   | 1 min 30 s 454   | 1 min 29 s 841   |
| 2 | George Russell        | Mercedes                | 1 min 31 s 494   | 1 min 30 s 664   | 1 min 30 s 009   |
| 3 | Charles Leclerc       | Ferrari                 | 1 min 31 s 454   | 1 min 30 s 724   | 1 min 30 s 175   |
| 4 | Andrea Kimi Antonelli | Mercedes                | 1 min 31 s 415   | 1 min 30 s 716   | 1 min 30 s 213   |
| 5 | Pierre Gasly          | Alpine-Renault          | 1 min 31 s 462   | 1 min 30 s 643   | 1 min 30 s 216   |
| 6 | Lando Norris          | McLaren-Mercedes        | 1 min 31 s 107   | 1 min 30 s 560   | 1 min 30 s 267   |
| 7 | Max Verstappen        | Red Bull-Honda RBPT     | 1 min 31 s 302   | 1 min 31 s 019   | 1 min 30 s 423   |
| 8 | Carlos Sainz          | Williams-Mercedes       | 1 min 31 s 591   | 1 min 30 s 833   | 1 min 30 s 680   |
| 9 | Lewis Hamilton        | Ferrari                 | 1 min 31 s 219   | 1 min 31 s 009   | 1 min 30 s 772   |
| 10 | Yuki Tsunoda          | Red Bull-Honda RBPT     | 1 min 31 s 751   | 1 min 31 s 228   | 1 min 31 s 303   |
| 11 | Jack Doohan           | Alpine-Renault          | 1 min 31 s 414   | 1 min 31 s 245   |                  |
| 12 | Isack Hadjar          | Racing Bulls-Honda RBPT | 1 min 31 s 591   | 1 min 31 s 271   |                  |
| 13 | Nico Hülkenberg       | Kick Sauber-Ferrari     | 1 min 31 s 998   | 1 min 31 s 693   |                  |
| 14 | Fernando Alonso       | Aston Martin-Mercedes   | 1 min 31 s 634   | 1 min 31 s 886   |                  |
| 15 | Esteban Ocon          | Haas-Ferrari            | 1 min 31 s 594   | Pas de temps     |                  |
| 16 | Alexander Albon       | Williams-Mercedes       | 1 min 32 s 040   |                  |                  |
| 17 | Liam Lawson           | Racing Bulls-Honda RBPT | 1 min 32 s 165   |                  |                  |
| 18 | Gabriel Bortoleto     | Kick Sauber-Ferrari     | 1 min 32 s 186   |                  |                  |
| 19 | Lance Stroll          | Aston Martin-Mercedes   | 1 min 32 s 283   |                  |                  |
| 20 | Oliver Bearman        | Haas-Ferrari            | 1 min 32 s 376   |                  |                  |
| Temps minimal à réaliser pour la qualification : 1 min 37 s 484 (107 % du meilleur temps en Q1 : 1 min 31 s 107) |                       |                         |                  |                  |                  |

### Grille de départ
- George Russell et Andrea Kimi Antonelli, auteurs des deuxième et quatrième temps, sont pénalisés d'un recul d'une place sur la grille et s'élancent troisième et cinquième ; en Q2, après l'accident d'Esteban Ocon et sous le régime du drapeau rouge, les deux pilotes ont été envoyés au bout de la voie des stands sans attendre que la direction de course ait donné l'autorisation de reprise de la séance. En conséquence, Charles Leclerc accède à la première ligne aux côtés d'Oscar Piastri et Pierre Gasly, désormais quatrième, passe en deuxième ligne derrière George Russell[12],[13].

## Course

### Classement de la course
| Pos. | no | Pilote                | Écurie                  | Tours | Temps/Abandon                                       | Grille | Points |
| ---- | -- | --------------------- | ----------------------- | ----- | --------------------------------------------------- | ------ | ------ |
| 1    | 81 | Oscar Piastri         | McLaren-Mercedes        | 57    | 1 h 35 min 39 s 435 (193,339 km/h)                  | 1      | 25     |
| 2    | 63 | George Russell        | Mercedes                | 57    | + 15 s 499                                          | 3      | 18     |
| 3    | 4  | Lando Norris          | McLaren-Mercedes        | 57    | + 16 s 273 (dont 5 s de pénalité purgées en course) | 6      | 15     |
| 4    | 16 | Charles Leclerc       | Ferrari                 | 57    | + 19 s 679                                          | 2      | 12     |
| 5    | 44 | Lewis Hamilton        | Ferrari                 | 57    | + 27 s 993                                          | 9      | 10     |
| 6    | 1  | Max Verstappen        | Red Bull-Honda RBPT     | 57    | + 34 s 395                                          | 7      | 8      |
| 7    | 10 | Pierre Gasly          | Alpine-Renault          | 57    | + 36 s 002                                          | 4      | 6      |
| 8    | 31 | Esteban Ocon          | Haas-Ferrari            | 57    | + 44 s 244                                          | 14     | 4      |
| 9    | 22 | Yuki Tsunoda          | Red Bull-Honda RBPT     | 57    | + 45 s 061                                          | 10     | 2      |
| 10   | 87 | Oliver Bearman        | Haas-Ferrari            | 57    | + 47 s 594                                          | 20     | 1      |
| 11   | 12 | Andrea Kimi Antonelli | Mercedes                | 57    | + 48 s 016                                          | 5      |        |
| 12   | 23 | Alexander Albon       | Williams-Mercedes       | 57    | + 48 s 839                                          | 15     |        |
| Dsq. | 27 | Nico Hülkenberg       | Kick Sauber-Ferrari     | 57    | + 53 s 472                                          | 16     |        |
| 13   | 6  | Isack Hadjar          | Racing Bulls-Honda RBPT | 57    | + 56 s 314                                          | 12     |        |
| 14   | 7  | Jack Doohan           | Alpine-Renault          | 57    | + 57 s 806 (dont 5 s de pénalité)                   | 11     |        |
| 15   | 14 | Fernando Alonso       | Aston Martin-Mercedes   | 57    | + 1 min 00 s 340                                    | 13     |        |
| 16   | 30 | Liam Lawson           | Racing Bulls-Honda RBPT | 57    | + 1 min 04 s 435 (dont 15 s de pénalité)            | 17     |        |
| 17   | 18 | Lance Stroll          | Aston Martin-Mercedes   | 57    | + 1 min 05 s 489                                    | 19     |        |
| 18   | 5  | Gabriel Bortoleto     | Kick Sauber-Ferrari     | 57    | +1 min 06 s 872                                     | 18     |        |
| Abd. | 55 | Carlos Sainz          | Williams-Mercedes       | 45    | Dégâts consécutifs à une collision                  | 8      |        |

### Pole position et record du tour
- Pole position :  Oscar Piastri (McLaren-Mercedes) en 1 min 29 s 841 (216,863 km/h)[18].
- Meilleur tour en course :  Oscar Piastri (McLaren-Mercedes) en 1 min 35 s 140 (204,785 km/h) au trente-sixième tour[19].

### Tours en tête
- Oscar Piastri (McLaren-Mercedes) : 54 tours (1-14 / 18-57)[20] ;
- Charles Leclerc (Ferrari) : 3 tours (15-17).

## Classements généraux à l'issue de la course
| Pos. | Pilote                | Écurie                  | Points |
| ---- | --------------------- | ----------------------- | ------ |
| 1    | Lando Norris          | McLaren-Mercedes        | 77     |
| 2    | Oscar Piastri         | McLaren-Mercedes        | 74     |
| 3    | Max Verstappen        | Red Bull-Honda RBPT     | 69     |
| 4    | George Russell        | Mercedes                | 63     |
| 5    | Charles Leclerc       | Ferrari                 | 32     |
| 6    | Andrea Kimi Antonelli | Mercedes                | 30     |
| 7    | Lewis Hamilton        | Ferrari                 | 25     |
| 8    | Alexander Albon       | Williams-Mercedes       | 18     |
| 9    | Esteban Ocon          | Haas-Ferrari            | 14     |
| 10   | Lance Stroll          | Aston Martin-Mercedes   | 10     |
| 11   | Pierre Gasly          | Alpine-Renault          | 6      |
| 12   | Nico Hülkenberg       | Kick Sauber-Ferrari     | 6      |
| 13   | Oliver Bearman        | Haas-Ferrari            | 6      |
| 14   | Yuki Tsunoda          | Red Bull-Honda RBPT     | 5      |
| 15   | Isack Hadjar          | Racing Bulls-Honda RBPT | 4      |
| 16   | Carlos Sainz          | Williams-Mercedes       | 1      |

| Pos. | Écurie                  | Points |
| ---- | ----------------------- | ------ |
| 1    | McLaren-Mercedes        | 151    |
| 2    | Mercedes                | 93     |
| 3    | Red Bull                | 71     |
| 4    | Ferrari                 | 57     |
| 5    | Haas-Ferrari            | 20     |
| 6    | Williams-Mercedes       | 19     |
| 7    | Aston Martin-Mercedes   | 10     |
| 8    | Racing Bulls-Honda RBPT | 7      |
| 9    | Alpine-Renault          | 6      |
| 10   | Kick Sauber-Ferrari     | 6      |

## Statistiques
Le Grand Prix de Bahreïn 2025 représente :
- la 2e pole position d'Oscar Piastri[22] ;
- la 4e victoire d'Oscar Piastri[23] ;
- le 1er hat trick d'Oscar Piastri[24] ;
- la 192e victoire de McLaren en tant que constructeur[25] ;
- la 225e victoire de Mercedes en tant que motoriste[26].

Au cours de ce Grand Prix :
- Lewis Hamilton est élu « pilote du jour » à l'issue d'un vote organisé sur le site officiel de la Formule 1[27] ;
- Vitantonio Liuzzi (80 départs en Grands Prix entre 2005 et 2011, 26 points inscrits) est nommé conseiller par la FIA pour aider dans leurs jugements le groupe des commissaires de course[28].